# 2021年瑞士同性婚姻公投
2021年瑞士同性婚姻公投是於2021年9月26日於瑞士聯邦舉行的公民投票，內容是針對《瑞士民法典》的修正案，使該國的同性婚姻合法化，以及保障同性伴侶的收養權和女同性伴侶的輔助生殖技術。該修正案於瑞士國內常稱為「全民婚姻」或「婚姻平權」（德語：Ehe für alle）法案。
公投結果有64.1％的選民和全國26州過半票數皆支持修正案，通過後將於2022年7月1日正式生效。該次公投使瑞士成為全球第30個承認同性婚姻的國家。

## 背景
瑞士於1942年將同性戀合法化，並於2005年通過引入註冊伴侶制度的公投，使同性伴侶於2007年起可向主管機關登記具有法律約束力的伴侶關係。本次民法修正案受到全民公投約束，透過立法保障同性婚姻，並允許同性伴侶收養無血緣關係之孩童和女同性伴侶獲得輔助生殖技術（透過精子捐贈生育孩子）。

## 歷史
瑞士允許該國公民發起任意性複決公投（任意型住民公投），對聯邦議會通過的法案行使複決權。根據成案條件，發起方需在新法案於《聯邦公報》公布後的100日內集滿5萬份連署。2007年允許同性伴侶註冊伴侶關係後，基督教福音派政黨瑞士聯邦民主聯盟於2020年6月宣布將發起反對同婚合法化的公投。
經過長時間的辯論，聯邦議會於2020年通過一項關於同性婚姻合法化的法案（根據瑞士綠色自由黨於2013年提出的動議），除右翼的瑞士人民黨大部分成員、中間黨半數成員和聯邦民主聯盟外，該法案獲得聯邦政府和多數政黨的支持。民法典修正案於2020年12月31日公布在《聯邦公報》，反對方須在2021年4月10日收齊足夠數量的連署書。
該次投票共有三個公投委員會，分別由自稱「否決全民婚姻」（No to Marriage for All）的瑞士聯邦民主聯盟、「反對為同性伴侶捐獻精子」（No to sperm donation for same-sex couples）的中間黨及瑞士福音人民黨和「反對兒童商品化」（No to the commodification of children）的瑞士人民黨瓦萊州議員發起成立，後者並在其宣傳網站自稱「家庭基金會」（Fondation pour la Famille）。
2021年4月12日，同性婚姻的反對方宣布已取得59,176份經核實的連署，並送交聯邦秘書處。同年4月27日，聯邦秘書處確認61,027份有效連署，代表同婚合法化法案將交付人民複決。同年5月19日，聯邦秘書處決定將於2021年9月26日舉行公投。
| 政黨                        | 立場 |
| --------------------------- | ---- |
| 瑞士人民黨（UDC/SVP）       | 反對 |
| 瑞士社會民主黨（PS/SP）     | 支持 |
| 自民黨.自由黨（PLR/FDP）    | 支持 |
| 瑞士綠黨（PES/GPS）         | 支持 |
| 中間黨（LC/DW）             | 支持 |
| 綠色自由黨（PVL/GLP）       | 支持 |
| 福音派人民黨（PEV/EVP）     | 反對 |
| 瑞士聯邦民主聯盟（UDF/EDU） | 反對 |
| 提契諾聯盟（Lega）          | 中立 |
| 團結（solidaritéS）         | 支持 |
| 瑞士勞動黨（POP/PdA）       | 支持 |

## 討論
同性婚姻議題於公投前引發諸多討論，包括聯邦司法警察部長卡琳·凱勒-祖特爾在內的婚姻平權支持者強調終結歧視和不平等的重要性，凱勒-祖特爾表示「國家不須告訴公民該如何生活」，認為該法案有助於結束針對同性伴侶的污名化和社會歧視。
反對者則主要來自保守派，他們提出應尊重傳統價值的觀點，並表示更改婚姻的定義需要提出憲法修正案而非一般的法律修訂，但其主張主要與兒童福利有關，如孩子具有知曉父親身分的權利，反對者認為法案無法保障女同性伴侶家庭的孩童。

## 民意調查
公投前的民調顯示約有三分之二的民眾支持法案。
| 委託調查單位                       | 委託者  | 發布日期      | 同意 | 傾向同意 | 尚未決定 無回應 | 傾向反對 | 反對 |
| ---------------------------------- | ------- | ------------- | ---- | -------- | --------------- | -------- | ---- |
| gfs.Bern （页面存档备份，存于）    | SRG SSR | 2021年8月20日 | 55   | 14       | 2               | 9        | 20   |
| LeeWas GmbH （页面存档备份，存于） | Tamedia | 2021年8月13日 | 56   | 8        | 1               | 6        | 29   |
| LeeWas GmbH （页面存档备份，存于） | Tamedia | 2021年9月1日  | 60   | 6        | 1               | 4        | 29   |
| gfs.Bern                           | SRG SSR | 2021年9月15日 | 53   | 10       | 2               | 8        | 27   |
| LeeWas GmbH （页面存档备份，存于） | Tamedia | 2021年9月15日 | 64   | 3        | 1               | 3        | 29   |

## 結果
2021年9月26日，公投正式舉行，結果顯示支持票占總票數的64.1％，且全國26州皆有過半的贊成票數，瑞士同性婚姻合法化。聯邦司法警察部在公投通過後宣布將於2022年7月1日開放同性婚姻登記。

### 開票狀況
| 州份         | 同意      | 得票率（％） | 反對      | 得票率（％） |
| ------------ | --------- | ------------ | --------- | ------------ |
| 蘇黎世州     | 356,917   | 69.11        | 159,545   | 30.89        |
| 伯恩州       | 246,951   | 65.16        | 132,059   | 34.84        |
| 琉森州       | 100,058   | 66.17        | 51,146    | 33.83        |
| 烏里州       | 7,532     | 58.25        | 5,399     | 41.75        |
| 施維茨州     | 32,538    | 56.48        | 25,070    | 43.52        |
| 上瓦爾登州   | 8,780     | 59.26        | 6,035     | 40.74        |
| 下瓦爾登州   | 10,963    | 61.57        | 6,842     | 38.43        |
| 格拉魯斯州   | 6,820     | 61.12        | 4,338     | 38.88        |
| 楚格州       | 31,209    | 66.11        | 15,998    | 33.89        |
| 弗里堡州     | 66,009    | 62.31        | 39,930    | 37.69        |
| 索洛圖恩州   | 62,274    | 66.16        | 31,852    | 33.84        |
| 巴塞爾城市州 | 48,787    | 73.96        | 17,173    | 26.04        |
| 巴塞爾鄉村州 | 65,454    | 67.15        | 32,020    | 32.85        |
| 沙夫豪森州   | 22,397    | 61.81        | 13,836    | 38.19        |
| 内阿彭策尔州 | 11,879    | 57.24        | 8,874     | 42.76        |
| 外阿彭策尔州 | 2,909     | 50.82        | 2,815     | 49.18        |
| 聖加侖州     | 98,675    | 59.31        | 67,707    | 40.69        |
| 格勞賓登州   | 41,341    | 62.75        | 24,536    | 37.25        |
| 阿爾高州     | 147,448   | 64.05        | 82,768    | 35.95        |
| 圖爾高州     | 51,406    | 57.22        | 38,440    | 42.78        |
| 提契諾州     | 55,303    | 52.92        | 49,203    | 47.08        |
| 沃州         | 154,898   | 65.02        | 83,350    | 34.98        |
| 瓦萊州       | 62,221    | 55.51        | 49,868    | 44.49        |
| 納沙泰爾州   | 32,404    | 63.43        | 18,679    | 36.57        |
| 日內瓦州     | 88,883    | 65.15        | 47,547    | 34.85        |
| 侏羅州       | 14,371    | 61.13        | 9,137     | 38.87        |
| 瑞士全國     | 1,828,427 | 64.10        | 1,024,167 | 35.90        |

## 反應

### 支持
日內瓦LGBT協會聯合會（Geneva Federation of LGBT Associations）主席勞拉·盧索（Laura Russo）表示，「這對我們和瑞士而言都是歷史性的一天，我們期待已久的事情向前邁進了一大步」。瑞士LGBT傘狀組織「粉紅十字」（Pink Cross）對投票結果表示讚賞，稱其為「重大里程碑」。

### 反對
瑞士人民黨聯邦議員維瑞娜·赫爾佐格批評該修正案「為諸多潛在的危險行為（打開）了大門」，惟並未對「行為」做出具體說明。同黨議員莫妮卡·呂格接受瑞士通訊社採訪時對投票結果表示「這是黑色的一天」。